# Palaeosia longistriga
Palaeosia longistriga là một loài bướm đêm thuộc phân họ Arctiinae, họ Erebidae.